# 壹照明
壹照明控股有限公司，簡稱壹照明控股和壹照明（英語：E Lighting Group Holdings Limited，港交所：8222），在2003年，由許國強（行政總裁，也是主席許國釗之兄）和仇慶仁，於香港（總部）成立「中天控股有限公司」。
業務在香港經營代理及銷售來自世界各地的優質品牌燈飾及設計師家具，以「E LIGHTING」作為主要品牌。
股份在2014年9月29日於港交所創業板上市。配售價格為0.5至0.6港元之間，配售股份為以1億股計算，栠資額為6000萬港元，用來擴充燈飾及家具店零售樓面面積

## 連結
- elighting.asia （页面存档备份，存于）